# Elvira von Kastilien (Sizilien)

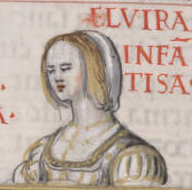
Elvira von Kastilien

Elvira von Kastilien (* nach 1100; † 8. Februar 1135) war die erste Ehefrau Rogers II. von Sizilien und somit zunächst Gräfin und ab 1130 Königin von Sizilien.
Elvira war eine Tochter des Königs Alfons VI. von Kastilien aus dessen 1100 geschlossenen Ehe mit einer Elisabeth. 1117 oder 1118 heiratete sie Roger II., den Grafen und späteren König von Sizilien.
Zusammen hatten sie sechs Kinder, fünf Söhne und eine Tochter. Der älteste Sohn Roger wurde 1118 geboren. 1130 wurde er zum Herzog von Apulien ernannt. Es folgten in kurzem Abstand Tankred, der Fürst von Bari wurde, Alfons, der Herzog von Capua wurde, und Wilhelm (* 1122), der als Wilhelm I. König von Sizilien wurde. Später folgten ein weiterer Sohn, Heinrich, und eine unbenannten Tochter, die früh verstorben ist.
Elvira starb bereits im Alter von etwa 35 Jahren Anfang Februar 1135. Der Tod Elviras ging Roger so nahe, dass er erst 14 Jahre später wieder heiratete, als von seinen fünf Söhnen nur noch Wilhelm lebte.